# マルジュ (競走馬)
マルジュ (Marju) は、アイルランド生産、イギリス調教の競走馬、種牡馬である。主な勝ち鞍は1991年のセントジェームズパレスステークス(GI)。

## 馬名
馬名アラビア語表記は مَرْجُوّ（Marjūw, マルジューウ）で「望まれし者（物）」を意味する。
当初はAl Marjuというアラビア語定冠詞「Al」つきの馬名で登録されたが、イスラームの唯一神アッラーの属性名とかぶってしまうと知ったハムダーン殿下が急遽改名を申請。通常は登録後の改名は認められないとの理由から当初は却下されたが、殿下側の「改名ができないならレースには出走させない」という強い意向を受けMarjuへの改名が認められたという。

## 戦績
1988年にアイルランドのキルカーンスタッドで誕生。1歳上の半姉サルサビルがマルセルブサック賞を制した数日後にゴフス社（Goffs）の1歳馬セールで落札された。
1990年9月にジョン・ダンロップ厩舎からデビューし、初戦を6馬身差で勝利する。2歳時はこの1戦のみで休養に入った。
3歳（1991年）初戦のクレイヴンステークスで重賞初制覇を収めると、クラシック一冠目の英2000ギニーで1番人気に推されたが11着と大敗。しかし、続く英ダービーでは勝ち馬ジェネラスにこそ5馬身の差を付けられたものの、2着と健闘した。再びマイル戦に戻ったセントジェームズパレスステークスを勝利し、GI初制覇。その後はエクリプスステークスでブービーの6着、英チャンピオンステークスで最下位の12着と不振に陥り、同年限りで現役を引退した。

### 競走成績
以下の内容は、Racing Postの情報に基づく。
| 出走日     | 競馬場           | 競走名                           | 格 | 距離  | 着順 | 騎手       | 着差     | 1着（2着）馬         |
| ---------- | ---------------- | -------------------------------- | -- | ----- | ---- | ---------- | -------- | -------------------- |
| 1990.09.06 | ヨーク           | ニュージーランドステークス       |    | 芝7f  | 1着  | W.カーソン | 6馬身    | （Road To The Isle） |
| 1991.04.18 | ニューマーケット | クレイヴンステークス             | G3 | 芝8f  | 1着  | W.カーソン | 1馬身1/2 | （Desert Sun）       |
| 0000.05.04 | ニューマーケット | 英2000ギニー                     | G1 | 芝8f  | 11着 | W.カーソン |          | Mystiko              |
| 0000.06.05 | エプソム         | 英ダービー                       | G1 | 芝12f | 2着  | W.カーソン | 5馬身    | Generous             |
| 0000.06.18 | アスコット       | セントジェームズパレスステークス | G1 | 芝8f  | 1着  | W.カーソン | アタマ   | （Second Set）       |
| 0000.07.06 | サンダウン       | エクリプスステークス             | G1 | 芝10f | 6着  | W.カーソン |          | Environment Friend   |
| 0000.10.19 | ニューマーケット | 英チャンピオンステークス         | G1 | 芝10f | 12着 | W.カーソン |          | Tel Quel             |

## 種牡馬時代
1992年からアイルランドのデリンズタウンスタッドで種牡馬入り。初年度産駒からディアヌ賞(仏オークス)を制したシルシラ(Sil Sila)、ヨークシャーオークス、ヴェルメイユ賞を制したマイエマ(My Emma)を送り出し、評価を高めた。
その後も多くの活躍馬を輩出し、2011年に種牡馬を引退。ラストクロップにあたる世代から香港ヴァーズと宝塚記念を制したサトノクラウンが出て、日本にもその名を知らしめた。2016年10月に老衰のため28歳で死亡した。

### 主な産駒
- シルシラ（Sil Sila） - 1996年ディアヌ賞(仏オークス)
- マイエマ（My Emma） - 1996年ヨークシャーオークス、ヴェルメイユ賞
- インディジェナス（Indigenous） - 1998年香港国際ヴァーズ、1999年ジャパンカップ2着
- ソヴィエトソング（Soviet Song） - 2002年フィリーズマイル、2004年サセックスステークス、メイトロンステークス、2004年・2005年ファルマスステークス
- マルバイユ（Marbye） - 2004年アスタルテ賞
- ベスラー（Bethrah） - 2010年愛1000ギニー
- シンション（Chinchon） - 2010年ユナイテッドネイションズステークス、2012年シンガポール航空インターナショナルカップ
- ヴィヴァパタカ（Viva Pataca） - 2007年・2010年クイーンエリザベス2世カップ
- ライトニングパール（Lightening Pearl） - 2011年チェヴァリーパークステークス
- サトノクラウン - 2016年香港ヴァーズ、2017年宝塚記念

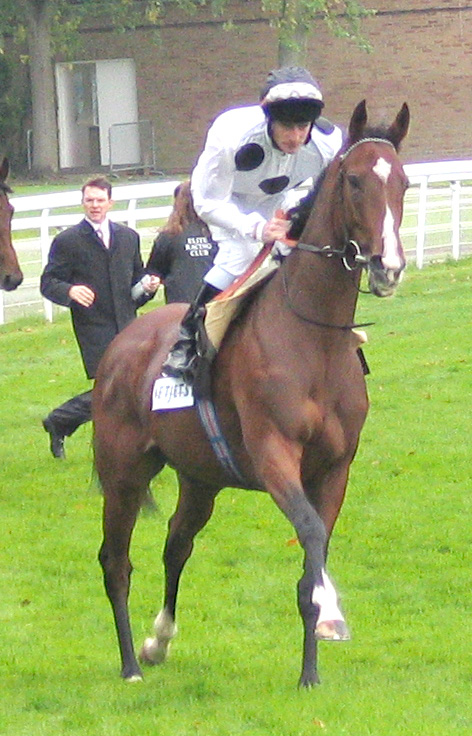
ソヴィエトソング（2000年産）
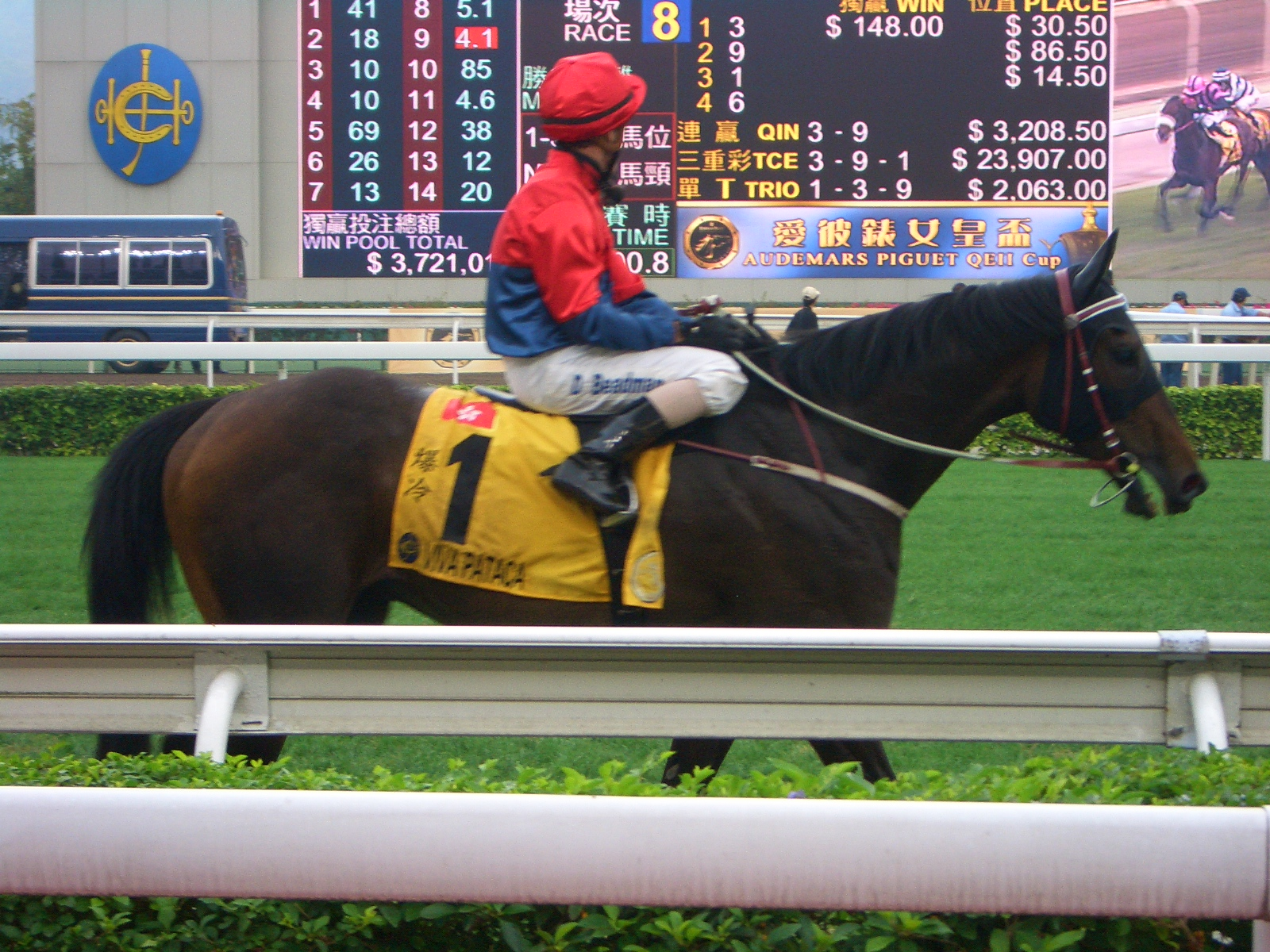
ヴィヴァパタカ（2002年産）
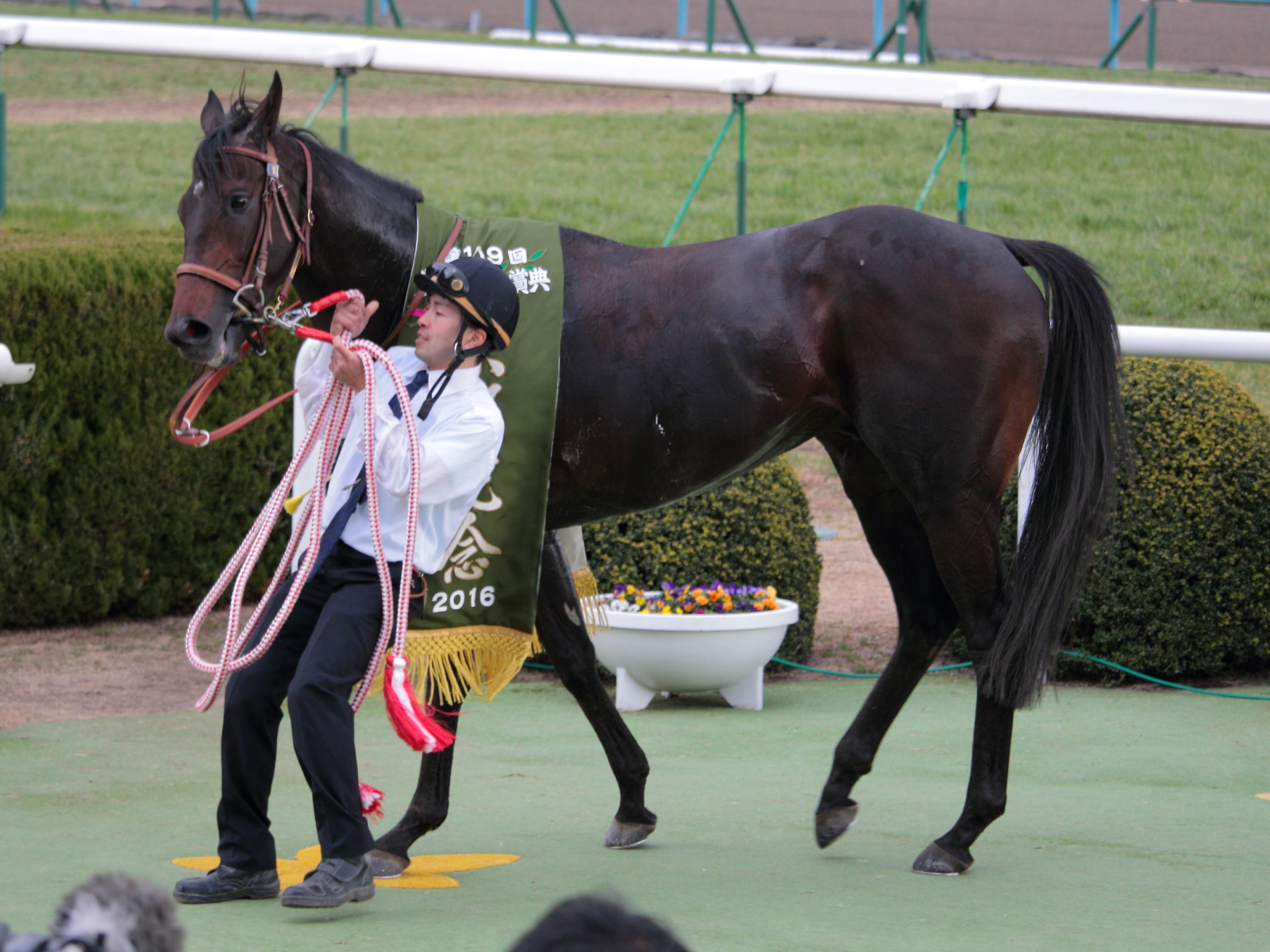
サトノクラウン（2012年産）

### ブルードメアサイアーとしての主な産駒
- キャンフォードクリフス（Canford Cliffs） - 2010年愛2000ギニー、セントジェームズパレスステークス、サセックスステークス、2011年ロッキンジステークス、クイーンアンステークス
- マーセル（Marcel） - 2015年レーシングポストトロフィー
- マーシャ（Marsha） - 2016年アベイ・ド・ロンシャン賞、2017年ナンソープステークス
- リブチェスター（Ribchester） - 2016年ジャック・ル・マロワ賞、2017年ロッキンジステークス、クイーンアンステークス、ムーラン・ド・ロンシャン賞
- マルセリーナ - 2011年桜花賞、2013年マーメイドステークス
- グランデッツァ - 2011年札幌2歳ステークス、2012年スプリングステークス、2015年七夕賞

## 血統表
| マルジュの血統                             | マルジュの血統                                            | マルジュの血統                                            | （血統表の出典）                                          | （血統表の出典） |
| 父系                                       | ノーザンダンサー系                                        | ノーザンダンサー系                                        | ノーザンダンサー系                                        | [ § 2 ]          |
| 父 *ラストタイクーン Last Tycoon 1983 鹿毛 | 父の父*トライマイベスト Try My Best 1975 鹿毛             | Northern Dancer                                           | Nearctic                                                  | Nearctic         |
| 父 *ラストタイクーン Last Tycoon 1983 鹿毛 | 父の父*トライマイベスト Try My Best 1975 鹿毛             | Northern Dancer                                           | Natalma                                                   |                  |
| 父 *ラストタイクーン Last Tycoon 1983 鹿毛 | 父の父*トライマイベスト Try My Best 1975 鹿毛             | Sex Appeal                                                | Buckpasser                                                | Buckpasser       |
| 父 *ラストタイクーン Last Tycoon 1983 鹿毛 | 父の父*トライマイベスト Try My Best 1975 鹿毛             | Sex Appeal                                                | Best in Show                                              |                  |
| 父 *ラストタイクーン Last Tycoon 1983 鹿毛 | 父の母Mill Princess 1977 鹿毛                             | Mill Reef                                                 | Never Bend                                                | Never Bend       |
| 父 *ラストタイクーン Last Tycoon 1983 鹿毛 | 父の母Mill Princess 1977 鹿毛                             | Mill Reef                                                 | Milan Mill                                                |                  |
| 父 *ラストタイクーン Last Tycoon 1983 鹿毛 | 父の母Mill Princess 1977 鹿毛                             | Irish Lass                                                | Sayajirao                                                 | Sayajirao        |
| 父 *ラストタイクーン Last Tycoon 1983 鹿毛 | 父の母Mill Princess 1977 鹿毛                             | Irish Lass                                                | Scollata                                                  |                  |
| 母 Flame of Tara 1980 鹿毛                 | 母の父*アーテイアス Artaius 1974 鹿毛                     | Round Table                                               | Princequillo                                              | Princequillo     |
| 母 Flame of Tara 1980 鹿毛                 | 母の父*アーテイアス Artaius 1974 鹿毛                     | Round Table                                               | Knights Daughter                                          |                  |
| 母 Flame of Tara 1980 鹿毛                 | 母の父*アーテイアス Artaius 1974 鹿毛                     | Stylish Pattern                                           | My Babu                                                   | My Babu          |
| 母 Flame of Tara 1980 鹿毛                 | 母の父*アーテイアス Artaius 1974 鹿毛                     | Stylish Pattern                                           | Sunset Gun                                                |                  |
| 母 Flame of Tara 1980 鹿毛                 | 母の母Welsh Flame 1973 鹿毛                               | Welsh Pageant                                             | Tudor Melody                                              | Tudor Melody     |
| 母 Flame of Tara 1980 鹿毛                 | 母の母Welsh Flame 1973 鹿毛                               | Welsh Pageant                                             | Picture Light                                             |                  |
| 母 Flame of Tara 1980 鹿毛                 | 母の母Welsh Flame 1973 鹿毛                               | Electric Flash                                            | Crepello                                                  | Crepello         |
| 母 Flame of Tara 1980 鹿毛                 | 母の母Welsh Flame 1973 鹿毛                               | Electric Flash                                            | Lightning                                                 |                  |
| 母系(F-No.)                                | 2号族(FN:2-f)                                             | 2号族(FN:2-f)                                             | 2号族(FN:2-f)                                             | [ § 3 ]          |
| 5代内の近親交配                            | Princequillo5×4=9.38% Nearco5×5＝6.25% Hyperion5×5＝6.38% | Princequillo5×4=9.38% Nearco5×5＝6.25% Hyperion5×5＝6.38% | Princequillo5×4=9.38% Nearco5×5＝6.25% Hyperion5×5＝6.38% | [ § 4 ]          |
| 出典                                       | 1. 2. 3. 4.                                               | 1. 2. 3. 4.                                               | 1. 2. 3. 4.                                               | 1. 2. 3. 4.      |

- 半姉サルサビル（父サドラーズウェルズ）は1990年の愛ダービーを牝馬として90年ぶりに制するなどGI5勝を挙げた名牝。
- そのほかの近親にSecond Empire（1997年ジャン・リュック・ラガルデール賞）、Northern Spur（1995年BCターフ）、サマーセント（2020年マーメイドステークス）。